# محمد صديقي
محمد صديقي سياسي وأكاديمي ووزير مغربي. وهو وزير الفلاحة والصيد البحري والتنمية القروية والمياه والغابات في حكومة أخنوش منذ عام 2021، وهو ينتمي إلى حزب التجمع الوطني للأحرار.

## سيرته
ولد صديقي بمدينة بركان سنة 1957، ودرس بمدارس المدينة الشرقية في بركان إلى أن حصل على شهادة الباكالوريا، ومن ثم التحق بالدراسة في الولايات المتحدة الأمريكية حيث حصل على شهادة الدكتوراه في العلوم الزراعية من جامعة مينيسوتا. بدأ حياته المهنية عام 1984 كأستاذ باحث بمعهد الحسن الثاني للزراعة والبيطرة. وفي سنة 2005 أصبح مديرا للبحث العلمي ودراسات الدكتوراه حتى سنة 2009. كما كان في الآن ذاته مكلفًا بمديرية الشؤون الإدارية من عام 2007 إلى عام 2008. منذ عام 2000 عمل صديقي خبير لدى المعهد الدولي للموارد الجينية النباتية بروما عاصمة إيطاليا، ومنذ 2010 عمل خبير لدى الوكالة الوطنية للأبحاث الفرنسية بباريس عاصمة فرنسا.
يشرف صديقي إلى جانب عزيز أخنوش حينما كان وزير الزراعة على العديد من المشاريع التي أطلقتها الوزارة، حيث تقلد منصب الكاتب العام للوزارة منذ سنة 2013. في عام 2021 عين وزير الفلاحة والصيد البحري والتنمية القروية والمياه والغابات خلفًا لعزيز أخنوش الذي تولى رئاسة الحكومة المغربية.